# Plana del Mas (Granera)

La Plana del Mas, respecte del terme de Granera

La plana del Mas és una plana del terme municipal de Granera, a la comarca del Moianès.
És a la zona central-oriental del terme, a l'esquerra de la riera del Marcet i al sud i a llevant de la carretera BV-1245, entre el revolt del Forat Negre, que queda al nord-est, i el revolt del Pas de les Illes, al sud-oest.